# Podróż apostolska Jana Pawła II do Portugalii (1982)
11 podróż apostolska Jana Pawła II odbywała się od 12 maja–15 maja 1982. Papież odwiedził Portugalię. Była to pierwsza podróż apostolska Jana Pawła II na Półwysep Iberyjski. Celem pielgrzymki było umocnienie w wierze lokalnych wspólnot katolickich oraz podziękowanie Matce Bożej z Fatimy za cudowne ocalenie w zamachu z 13 maja 1981.

## Przebieg pielgrzymki

### 12 maja 1982
Papieski samolot wylądował na lotnisku Portéla w Lizbonie. Jana Pawła II przywitał prezydent António Ramalho Eanes i episkopat portugalski. Pierwsze spotkanie z wiernymi miało miejsce w katedrze. Następnie papież nawiedził kościół franciszkanów, gdzie czekali na niego przedstawiciele rodziny franciszkańskiej i władze miasta. Po modlitwie w miejscu narodzenia Antoniego Padewskiego papież udał się do Zamku Belém, gdzie został przyjęty przez prezydenta republiki. Z nuncjatury papież udał się do Sanktuarium Matki Bożej Fatimskiej do Fatimy na procesję świateł. Tego dnia Juan María Fernández y Krohn zaatakował papieża bagnetem podczas modlitwy.

### 13 maja 1982
W drugim dniu podróży apostolskiej papież spotkał się w Fatimie z Łucją dos Santos, uczestniczką objawień fatimskich w 1917. W mszy wzięło udział milion osób. W czasie jej trwania przy ołtarzu ustawiona była cudowna figura Matki Bożej Fatimskiej. Po mszy Jan Paweł II powierzył opiece Maryi całą ludzkość. Papież ponownie nawiedził Kaplicę Objawień w godzinie zamachu o 17:19. W Fatimie miało też miejsce z duchownymi, zakonnikami i zakonnicami oraz pracownikami sanktuarium w Ośrodku Duszpasterskim im. Jana Pawła II. Wieczorem powrócił do Lizbony, gdzie w Pałacu Królewskim w Queluz miało miejsce spotkanie z korpusem dyplomatycznym.

### 14 maja 1982
Papież udał się do Vila Viçosa, gdzie w Sanktuarium Niepokalanie Poczętej (port. Santuário de Nossa Senhora da Conceição de Vila Viçosa), patronki narodu portugalskiego sprawował eucharystię dla rolników i Romów. Podczas nabożeństwa obok ołtarza ustawiono czczoną w sanktuarium figurę Matki Bożej. Po powrocie do Lizbony papież spotkał się na miejscowym Uniwersytecie Katolickim z profesorami, studentami i ich rodzicami. W nuncjaturze miało miejsce spotkanie z pretendentem do tronu Włoch Humbertem II i jego siostrą Joanną Sabaudzką. Następnie papież spotkał się z przedstawicielami innych Kościołów i reprezentantami religii niechrześcijańskich. W odprawionej tego dnia mszy św. w Parku Edwarda VII (port. Parque Eduardo VII) wzięło udział kilkaset tysięcy osób.

### 15 maja 1982
Na uniwersytecie w Coimbrze Jan Paweł II spotkał się z intelektualistami. Wszystkie siedem wydziałów uniwersytetu nadało papieżowi tytuł doctor honoris causa. W Bradze w Sanktuarium Monte Sameiro (port. Santuário do Sameiro) odprawił mszę dla rodzin, w której wzięło udział ok. 500 000 wiernych. Papież spotkał się też z Polonią. Tego samego dnia miało jeszcze spotkanie z robotnikami (ok. 500 000 wiernych) w Porto. Z lotniska w Porto Jan Paweł II odleciał do Rzymu.